# Vördig
Vördig är ett epitet som förr användes till inom Svenska kyrkan för präster och biskopar. Det fanns i flera varianter:
- Högvördigst (ärkebiskop[1] och biskop[2])
- Högvördig (biskop[1] och teologie doktor[2])
- Högärevördig (domprost[1])
- Ärevördig (kyrkoherde)
- Vördig (lägre präst, t.ex. adjunkt[3])

Högvördig användes till prästeståndet vid riksdagarna. Långt fram mot slutet av 1900-talet föregicks biskopstiteln rörande en bestämd person i kyrkliga handlingar, officiella dokument och skrivelser av förkortningen H.H. (oftast uttalat "hå hå") d.v.s. Hans Högvördighet: ”H.H. Biskopen N.N.”.